# Liebe mich, wie ich es will
Liebe mich, wie ich es will (Originaltitel Long, Long Time) ist die dritte Episode der ersten Staffel der amerikanischen postapokalyptischen Fernsehserie The Last of Us. Die Folge wurde von Serien-Co-Schöpfer Craig Mazin geschrieben und von Peter Hoar inszeniert. Erstmals wurde sie am 29. Januar 2023 von HBO ausgestrahlt.
In der Episode reisen Joel (Pedro Pascal) und Ellie (Bella Ramsey) nach Lincoln (Massachusetts), um Bill (Nick Offerman) zu finden. In Rückblenden verfolgen sie Bill über zwanzig Jahre hinweg, wie er in seiner Stadt überlebt und seinen Partner Frank (Murray Bartlett) kennenlernt.
Der englische Originaltitel der Episode ist dem Lied von Linda Ronstadt aus dem Jahr 1970 entnommen, das in der Beziehung von Bill und Frank eine wichtige Rolle spielt.
Mazin wollte Bills Geschichte aus dem Computerspiel weiter ausbauen; er war überzeugt, dass sie einen tieferen Blick auf Liebe, Glück und den Lauf der Zeit erlaubt.
Die Dreharbeiten für die Episode fanden im September 2021 im ehemaligen Beachwood-Gebiet von High River (Alberta, Kanada), statt; Produktionsdesigner John Paino und sein Team bauten die Stadt Lincoln in etwa sechs bis zwölf Wochen auf.
Die Kritiker bewerteten die Folge mit überwältigender Mehrheit als die beste der Staffel, wobei die Leistungen von Offerman und Bartlett, Mazins Drehbuch und Hoars Regie besonders gelobt wurden. Sie wurde am ersten Tag von 6,4 Millionen Zuschauern gesehen. Die Episode wurde mehrfach ausgezeichnet, u. a. für Hoar für hervorragende Regie bei den Directors Guild of America Awards und für Offerman als herausragender Gastschauspieler bei den Emmys, für die Bartlett ebenfalls nominiert war.

## Handlung
Joel reist zu Fuß nach Lincoln (Massachusetts) und sucht nach seinen versteckten Vorräten, während Ellie in einen Keller geht und einen eingeschlossenen Infizierten erdolcht. Als er auf einen Haufen menschlicher Skelette stößt, erklärt Joel, dass das Militär einige Überlebende getötet hat, um Nahrung und Platz zu sparen.
Zwanzig Jahre zuvor, in Lincoln, überwacht Bill die Evakuierung aus einem unterirdischen Bunker nach dem Virus-Ausbruch. Er durchwühlt verlassene Geschäfte nach Vorräten und Materialien, um einen Generator, einen elektrischen Zaun und Fallen zu bauen.
Vier Jahre später trifft er auf Frank, der um eine warme Mahlzeit, eine Dusche und frische Kleidung feilscht. Er und Bill spielen Long, Long Time auf dem Klavier. Er stellt fest, dass Bill noch nie einen romantischen Partner hatte. Frank küsst ihn, und sie schlafen miteinander.
Drei Jahre später lädt Frank Tess und Joel ein, ein Schmuggelgeschäft aufzubauen. Joel überzeugt den menschenfeindlichen Bill, Franks Plan zu akzeptieren, indem er ihn auf Schwachstellen in der Stadtverteidigung hinweist, die er beheben kann. Später versuchen Räuber, in die Stadt einzudringen, und verletzen Bill, bevor sie von seiner Verteidigung abgewehrt werden.
Zehn Jahre später sind Bill und Frank älter. Frank ist durch eine degenerative Krankheit in seiner Beweglichkeit eingeschränkt und bittet Bill, ihm beim Sterben zu helfen. Bill zieht Frank einen neuen Anzug an, und sie heiraten in ihrem Wohnzimmer. Nach dem Abendessen gibt Bill eine tödliche Dosis Schlaftabletten in Franks Wein und enthüllt, dass er auch sein eigenes Getränk mit einem Schuss versetzt hat, und gibt zu, dass er ohne Frank nicht leben möchte. Sie ziehen sich in ihr Zimmer zurück.
Einige Wochen später erreichen Joel und Ellie Lincoln. Ellie findet einen Brief von Bill, der an Joel adressiert ist und ihm seinen Truck, seine Waffen und alle benötigten Vorräte überlässt. Bill beschreibt, wie die Pflege und der Schutz von Frank ihm ein Ziel gegeben haben, und erklärt, dass er und Joel die Aufgabe haben, die Würdigen zu retten und zu schützen. Als Joel erfährt, dass Bill sich auf Tess bezog, wird er emotional. Er und Ellie beschließen, mit Bills Truck nach Wyoming zu fahren, um Joels Bruder Tommy zu finden, der vielleicht helfen kann, Ellie zu den Fireflies zu bringen. Joel stellt neue Regeln für Ellie auf: Keiner von ihnen darf Tess oder ihre Geschichte ansprechen, Ellie muss ihren Zustand geheim halten und sie muss Joels Anweisungen befolgen. Sie decken sich mit Vorräten aus Bills Versteck ein; ohne dass Joel es merkt, findet Ellie eine Waffe und versteckt sie in ihrem Rucksack. Die beiden fahren weg, während Long, Long Time auf Kassette läuft.

## Produktion

### Konzeption und Drehbuch

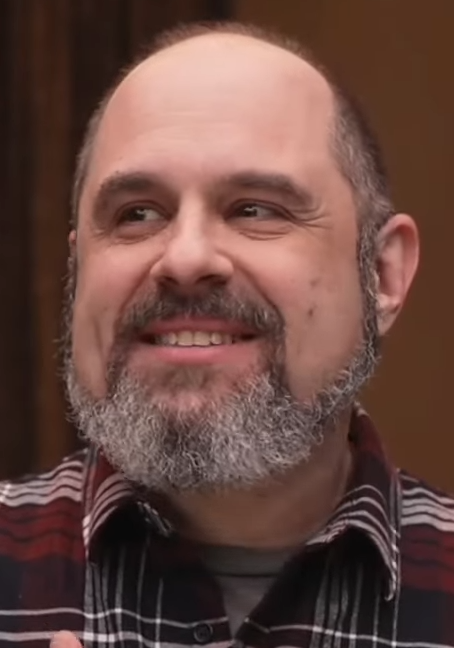
Die Episode wurde von Serien-Co-Schöpfer Craig Mazin geschrieben

Liebe mich, wie ich es will wurde von Craig Mazin, dem Mitschöpfer der Serie The Last of Us, geschrieben und von Peter Hoar inszeniert. Die Directors Guild of Canada gab bekannt, dass Hoar im Juli 2021 mit der Regie einer Episode beauftragt wurde. Hoar hatte The Last of Us (2013), das Videospiel, auf dem die Serie basiert, gespielt, aber nicht die Fortsetzung The Last of Us Part II (2020). Nach der Ankündigung der Serie „träumte er davon, Teil der Serie zu sein“, und wurde von der ausführenden Produzentin Rose Lam kontaktiert, um eine Episode zu inszenieren. Rotten Tomatoes enthüllte den Titel der Episode im Dezember 2022. Mazin wollte, dass die Episode „eine Pause von der Angst“ der vorangegangenen Episoden darstellt und die Hoffnung ohne die ständige Bedrohung der Gefahr erforscht. Mazin legte Bills Umgebung fest und recherchierte, wie lange Erdgas dort reichen würde. Sein ursprüngliches Skript war „ein ganzes Stück länger“ als die endgültige Episode. Hoars ursprüngliche Version war etwa 77 Minuten lang; er kürzte sie auf 72, aber Mazin bestand darauf, dass sie einige Elemente wieder einfügten, was zu der endgültigen Laufzeit von 75 Minuten führte. Hoar war überzeugt, dass eine 59-minütige Folge nicht ausgereicht hätte. Mazins Drehbuch wurde von Deadline im Mai 2023 veröffentlicht und als eine der zehn Drama-Serien angesehen, die am wahrscheinlichsten für eine Emmy-Nominierung infrage kommen.

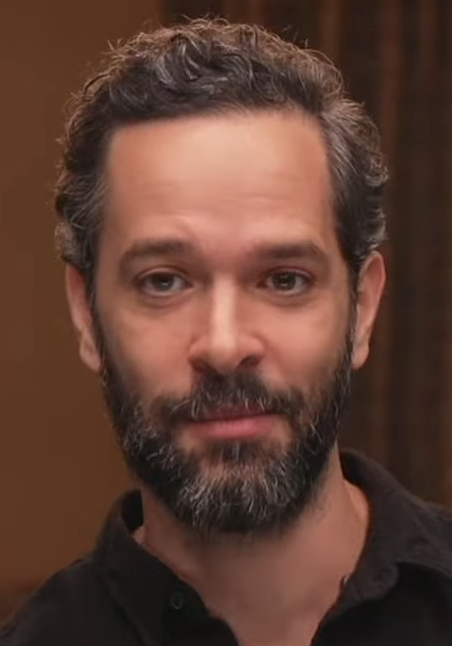
Neil Druckmann, Co-Schöpfer der Serie und des Computerspiels

Mazin wandte sich an den Co-Schöpfer der Serie, Neil Druckmann, der Autor und Co-Regisseur des Videospiels war, mit der Idee, die Geschichte von Bill und Frank aus den Spielen zu erweitern; er war der Meinung, dass Bills Einbindung in das Spiel auf die Spielmechanik ausgerichtet war, während die Fernsehserie einen tieferen Blick auf die Figur ermöglichen würde. Druckmann stimmte zu, da er der Meinung war, dass es die Gesamterzählung der Serie verbessern würde; er hielt eine positive Beziehung für eine kluge Einbindung, da es in der Serie bereits mehrere Beispiele für dunkle Ausgänge gab. Er fand, dass die Version der Ereignisse im Spiel – in der Bill Joel in der Gegenwart das Leben rettet und Frank bereits tot ist – als Fernsehepisode ohne Handlungsmöglichkeiten für den Spieler zu langweilig gewesen wäre, und auch der Geschichte der Serie fehlten die für das Gameplay erforderlichen Actionsequenzen.:26:03 Mazin gefiel die Möglichkeit, den Lauf der Zeit und die Ereignisse in den ersten 20 Jahren nach dem Ausbruch zu zeigen, was in den Spielen nicht der Fall war. Er betrachtete die Episode als Gelegenheit, zu zeigen, dass Glück und Frieden immer noch erreichbar sind; er wollte, dass die Episode die Dichotomie der Liebe – ein wiederkehrendes Thema in der Serie – erforscht und wie sich die Liebe in der Postapokalypse manifestiert.
Die Episode vermeidet es absichtlich, Franks degenerative Krankheit zu spezifizieren; Mazin sagte, es sei entweder Multiple Sklerose oder frühe ALS.:35:26 Eine von Bills Zeilen – „Das ist nicht der tragische Selbstmord am Ende des letzten Akts.“ – wurde von Mart Crowleys Stück The Boys in the Band (1968) inspiriert; Mazin wollte die Gleichsetzung von Homosexualität mit Tragödie vermeiden.:38:07 Die letzte Einstellung des offenen Fensters war eine Anspielung auf den Titelbildschirm des Spiels. Mazin und Druckmann hatten sich vorgestellt, dass die HBO-Max-Seite jeder Episode durch ein einzigartiges Fenster geöffnet wird, bevor die Episode beginnt, ähnlich wie ein Titelbildschirm, und die letzte Aufnahme wurde so gestaltet, dass sie dazu passt; obwohl die Idee später verworfen wurde, blieb die Aufnahme in der Episode erhalten. Mazin war der Meinung, dass sie Verheißung und Verlust andeutet und gleichzeitig bedeutet, dass Bill und Frank in Frieden miteinander leben.:46:35 Hoar war der Meinung, dass die Einstellung einen letzten Moment mit Bill und Frank erlaubte. Murray Bartlett (der Frank darstellt) fand es romantisch und Nick Offerman (Bill) fand es emotional; Mazin hielt es für ein Happy End. Druckmann hielt Bills Abschiedsbrief für eine Erinnerung an Joels Versagen beim Schutz seiner Tochter Sarah und seiner Partnerin Tess in den beiden vorangegangenen Episoden.:3:05

### Casting und Figuren

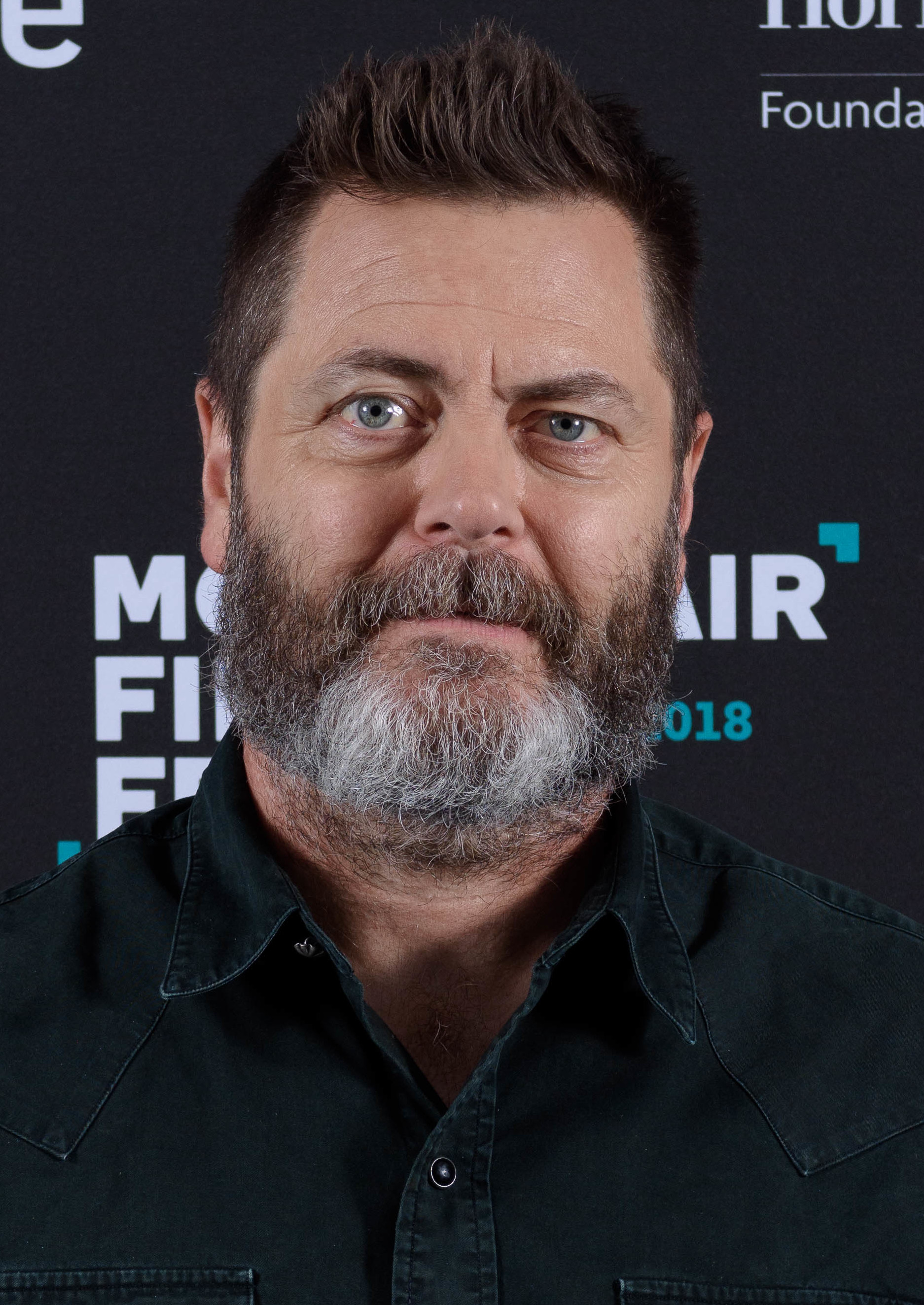
Nick Offerman ersetze Con O’Neill als Bill.

Die Besetzung von Murray Bartlett und Con O’Neill als Frank und Bill wurde am 15. Juli 2021 bekannt gegeben. Bartlett kannte die Vorlage nicht, fühlte sich aber zu der Serie hingezogen, nachdem er das Drehbuch gelesen hatte. Nach der Zusage für die Rolle recherchierte er über das Spiel und fand es filmisch, wobei er die Charaktere, die Erzählung und die Themen zitierte. Laut Mazin weinten die Produzenten während Bartletts Vorsprechen. Druckmann rechnete damit, dass einige Fans über Franks Aufnahme in die Serie verärgert sein würden, da sie von der Geschichte des Spiels abweicht. Am 5. Dezember behauptete Bartlett, dass Nick Offerman in der Serie in einer Rolle auftreten würde, die seiner sehr ähnlich ist; zwei Tage später wurde bekannt gegeben, dass Offerman die Rolle des Bill spielen würde und damit O’Neill ersetzen würde, der aufgrund von Terminkonflikten mit Our Flag Means Death aussteigen musste.:13:36 Mazin wollte, dass Frank und Bill von schwulen Männern gespielt werden, aber nach O’Neills Ausstieg wurde er auf Vorschlag der ausführenden Produzentin Carolyn Strauss auf Offerman aufmerksam.
Mazin fühlte sich inspiriert, einen komödiantischen Schauspieler wie Offerman zu besetzen, weil „lustige Leute eine Seele haben“, ein Mantra, das er von Vince Gilligan gelernt hatte, und zitierte Darstellungen wie Bryan Cranston in Breaking Bad und Bob Odenkirk in Better Call Saul. Ein Terminkonflikt verbot Offerman ursprünglich, die Rolle anzunehmen, aber er entschied sich dafür, nachdem seine Frau Megan Mullally das Drehbuch gelesen hatte; er fühlte sich mit dem Stoff verbunden und fand eine Verbindung zu Bill aufgrund seiner Erfahrung im Handwerk. Hoar, der ausführende Produzent Evan Wells und die mitausführende Produzentin Jacqueline Lesko trafen sich vor der Produktion mit Offerman und Bartlett zu einem Abendessen, um die Figuren besser zu verstehen. Offerman war glattrasiert und hatte kurze Haare, als er mit der Arbeit an der Serie begann; das Produktionsteam beschloss, lange Haare und einen Bart hinzuzufügen, um Bills Unfähigkeit, sich auszudrücken, darzustellen. Bills erste Zeile in der Folge – „Zum Teufel mit eurer Neuen Weltordnung, ihr Faschisten-Schweine.“ – war ursprünglich als Beschreibung geschrieben, aber Offerman bestand darauf, sie laut zu sagen. Offerman wählte einige der Bücher und Videos aus, die in Bills Unterhaltungsecke stehen sollten.
Ein Gesangslehrer half Offerman und Bartlett bei der Vorbereitung auf die Auftritte am Klavier; Bartlett wurde speziell darauf trainiert, schlechter zu singen. Offerman probte den Song mit Mullally, einer Sängerin. Der Kameramann Eben Bolter erinnerte sich, dass er Offermans Hände zwischen den Aufnahmen des Auftritts zittern sah. Mazin und Offerman – beide heterosexuell – suchten Rat und Zustimmung bei schwulen Männern, die an der Produktion beteiligt waren, darunter Bartlett, Hoar, Cutter Timothy A. Good und Produktionsleiter Cecil O’Connor. Für Mazin war ihr Alter letztlich wichtiger als ihre Sexualität, da er eine lange, feste Beziehung anstrebte;:13:54 Da er seit 27 Jahren verheiratet war, verstand er, dass es in langfristigen Partnerschaften „eine andere Art von Liebe“ gibt. Mazin war der Meinung, dass Offermans Unerfahrenheit in der Darstellung schwuler Männer die Rolle bereicherte, da Bill ebenso unerfahren darin ist, seine Sexualität zu erforschen. Offerman hielt die Rolle für wichtig, da er hoffte, dass die Darstellung dazu beitrug, „die Mauern [der] Geschlechterstereotypen niederzureißen“. In der Sexszene fand Offerman, dass Bills Unbehagen „leicht zu kanalisieren“ war, da die Crewmitglieder am Set zusahen.

### Musik

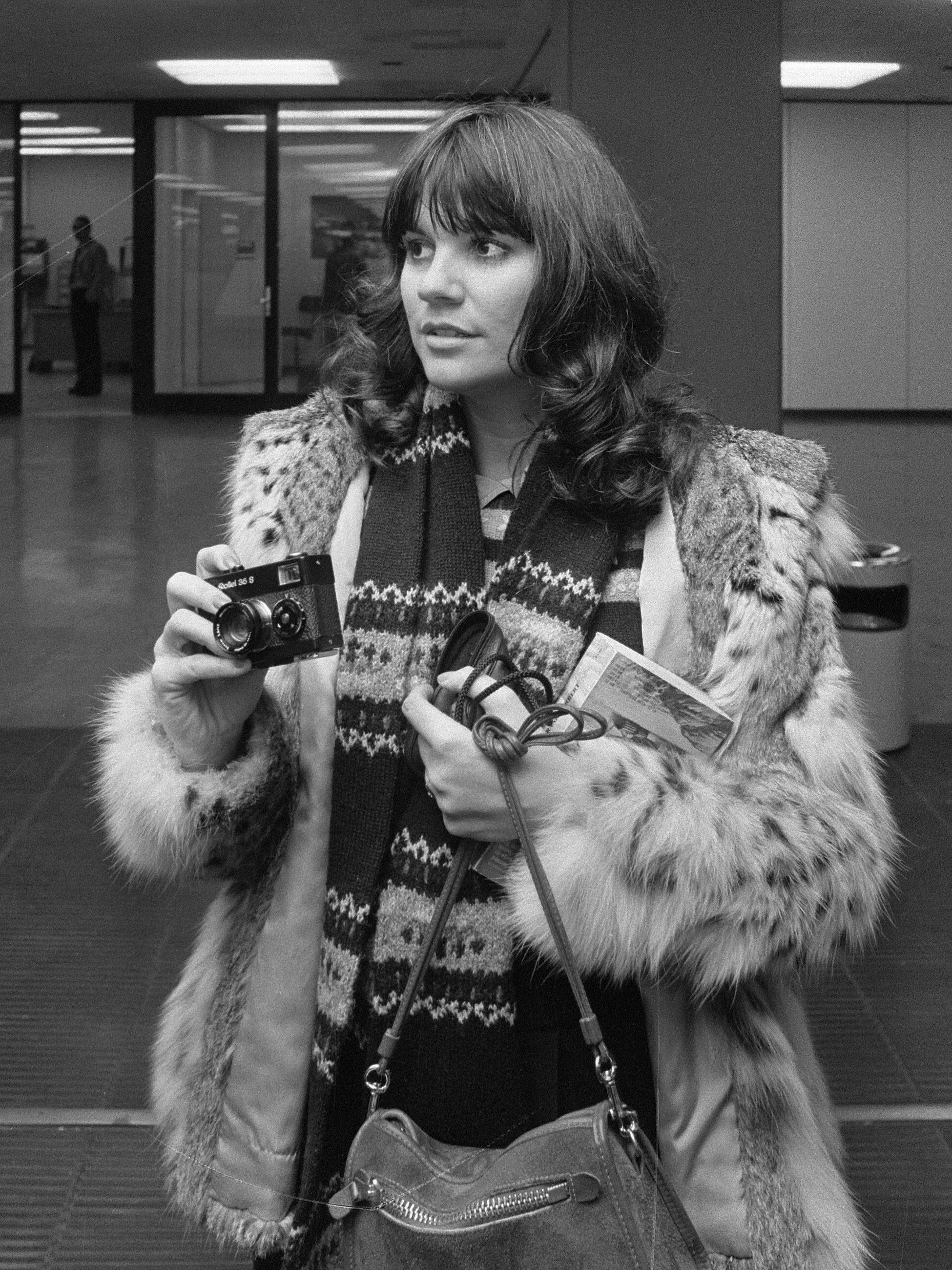
Der Song Long Long Time von Linda Ronstadt spielt in der Episode eine wichtige Rolle, da er für unerfüllte und uneingestandene Liebe steht.

Mazin wollte, dass Bill und Frank sich zunächst durch einen Song über einsamen Herzschmerz verbinden:16:40 und „sich mit der Tatsache abzufinden, dass man immer allein sein wird“. Auf der Suche nach einem Song wandte er sich im Februar 2021 an seinen Freund Seth Rudetsky und bat ihn um eine Showmelodie wie I Miss the Music aus dem Musical Curtains (2006). Rudetsky schlug Her Face aus  Lili (1961) vor, den Mazin als „perfekt“ empfand. Nachdem er herausgefunden hatte, dass es in dem Szenario um einen verschlossenen Mann geht, der für einen offen schwulen Mann singt, schlug Rudetsky Linda Ronstadts Long Long Time vor, das von Gary White geschrieben wurde; er war der Meinung, dass der Text das Fehlen von Anerkennung durch die eigene Liebe darstellt. Rudetsky wurde für die Episode als Berater hinzugezogen. Der Song thematisiert unerfüllte Liebe und die Heilung von Wunden durch die Zeit. Der Moment mit Frank am Klavier markiert den Beginn einer tiefgreifenden Veränderung für Bill, der sich in einer unerwarteten, langfristigen Liebesbeziehung wiederfindet, in der er sich schließlich um eine andere Person kümmert. Bills und Franks Beziehung findet ein Echo in den Liedtexten:

“Love will abide, take things in stride

Sounds like good advice, but there's no one at my side

And time washes clean, love's wounds unseen

That's what someone told me, but I don't know what it means.”

„Die Liebe wird bleiben, nimm die Dinge gelassen

Klingt wie ein guter Rat, aber es gibt niemanden an meiner Seite

Und die Zeit wäscht sauber, die Wunden der Liebe ungesehen

Das hat mir jemand gesagt, aber ich weiß nicht, was es bedeutet.“

In der Stunde nach der Ausstrahlung der Episode verzeichnete Ronstadts Lied einen Anstieg der Streams auf Spotify in den Vereinigten Staaten um 4.900 Prozent gegenüber der Vorwoche; die Medien verglichen dies mit dem Wiederaufleben von Kate Bushs Running Up That Hill im Jahr 2022 nach dessen Verwendung in der vierten Staffel von Stranger Things. Laut Luminate stiegen vom 28. bis 30. Januar die täglichen Streams des Songs in den Vereinigten Staaten von unter 8.000 auf fast 149.000 – ein Anstieg von 1.776 Prozent – und die täglichen Verkäufe auf über 1.500, eine Steigerung von 13.782 Prozent. Zum ersten Mal (a) führte der Song in der Woche vor dem 11. Februar drei Billboard-Charts an: Rock Digital Song Sales mit 6.000 Downloads (eine Steigerung von 11.181 Prozent) in den Vereinigten Staaten; LyricFind U.S., mit einer 3.013-prozentigen Steigerung bei der Suche und Nutzung von Songtexten; und LyricFind Global mit einer 2.047-prozentigen Steigerung. Der Song erreichte den sechsten Platz der Hot Trending Songs-Charts und den fünften Platz der Top TV Songs-Charts im Januar. Ronstadt, die die Rechte an ihrer Musik im Jahr 2021 verkauft hat, sagte: „Ich liebe den Song immer noch und bin sehr froh, dass Gary einen Geldsegen bekommt“.
In den Montagen der Episode werden I’m Coming Home to Stay von Fleetwood Mac und White Room von Cream verwendet. In der Schlussszene von Bill und Frank erklingt ein Instrumentalstück von Max Richter, On the Nature of Daylight. Hoar hatte versucht, das Stück in It’s a Sin (2021) zu verwenden, aber es wurde entfernt. Er verwendete es als Aushilfsmusik für die Episode und HBO genehmigte die Lizenzierung; Bolter hatte angenommen, dass es während des Schnitts ersetzt werden würde, vor allem wegen der Lizenzgebühr, war aber „so bewegt und erfreut“ über seine Aufnahme. Richter reagierte, indem er das Stück in einem TikTok-Video auf dem Klavier spielte, das er Bill und Frank widmete. On the Nature of Daylight belegte den zehnten Platz in der Billboard Top TV Songs Chart für Januar.

### Dreharbeiten

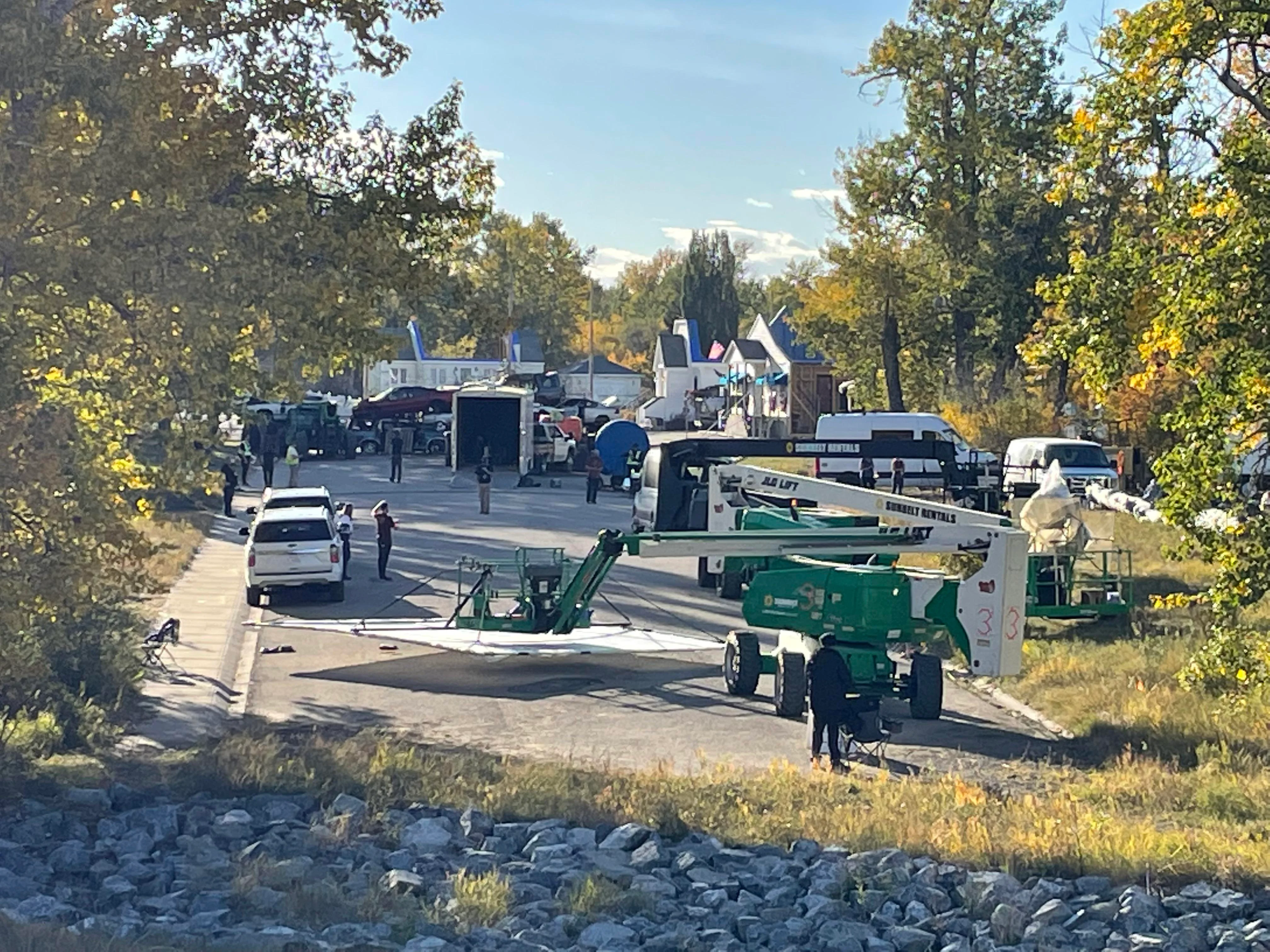
Bills Stadt Lincoln (Massachusetts), wurde im ehemaligen Beachwood-Gebiet von High River nachgebaut.

Long, Long Time wurde im September 2021 gedreht; die Vorbereitung und die Dreharbeiten dauerten jeweils etwa 20 Tage. Einige größere Sequenzen wurden grob nacheinander gedreht. Eben Bolter fungierte als Kameramann. Die Eröffnungsszene mit Joel am Fluss wurde im kanadischen Banff (Alberta), gedreht; das Produktionsteam diskutierte darüber, die Berge im Hintergrund digital zu entfernen, um die Topografie des Großraums Boston besser wiederzugeben, aber sie wurden schließlich mit einbezogen. Bolter wollte, dass die Eröffnungsaufnahmen ein „frühmorgendliches Gefühl vermitteln, wenn die Sonne gerade aufgeht“. Die folgenden Szenen mit Joel und Ellie wurden an den Sheep River Falls gedreht; Bolter ließ große Scheinwerfer aufstellen, für den Fall, dass Wolken die Sonne verdecken würden. Die Wandersequenzen wurden in der Ann & Sandy Cross Conservation Area, an einer Steinbrücke im Fish Creek Park und im Priddis General Store in der Nähe des Alberta Highway 22 gefilmt. Einige von Bills frühen Montageszenen wurden in einem Gaskraftwerk in Mazeppa und in dem geschlossenen Lowe’s Baumarkt in Shawnessy gedreht, der The Home Depot repräsentiert.
Bills Stadt Lincoln wurde im ehemaligen Beachwood-Gebiet von High River nachgebaut, das nach den Überschwemmungen in Alberta 2013 aufgegeben wurde. Am 12. Juli genehmigte der Stadtrat von High River den Antrag des Produktionsteams, zwischen dem 12. Juli und dem 31. Oktober in Beachwood zu drehen; im Gegenzug zahlte die Produktion 100.000 CAD (62.539 Euro; 58.318 Schweizer Franken) an die Stadt High River für die Finanzierung der Gemeinde, die schließlich zwischen der High River Bike Park Society (80 Prozent) und der Spitzee School (20 Prozent) aufgeteilt wurde. Das Produktionsteam entfernte drei Bäume in der Gegend, wofür es der Stadt weitere 15.000 CAD (9.381 Euro; 8.748 Schweizer Franken) erstattete. Produktionsdesigner John Paino und sein Team bauten die Stadt Lincoln in etwa sechs bis zwölf Wochen auf; Grünpflanzen wurden aus Vancouver transportiert, um das Laub von Lincoln nachzubilden, um den Lauf der Zeit zu demonstrieren. Den Gebäuden fehlten Dächer, so dass die Abteilung für visuelle Effekte sie in jeder Einstellung hinzufügen musste. Die Szene auf dem Erdbeerfeld wurde in den letzten Momenten des Tages gefilmt; Hoar zählte sie zu seinen Lieblingsmomenten, „weil sie so natürlich und echt ist“. Die Klavierszene wurde mit drei Kameras gefilmt – getrennten Kameras für Offerman und Bartlett und einer beweglichen Kamera, um zwischen ihnen hin- und herzufahren –, da Mazin sie als Live-Performance aufnehmen wollte.
Die meisten Innenräume wurden auf einer Soundstage gebaut, darunter auch Bills Haus und der Bunker. Der vordere Raum von Bills Haus existierte sowohl auf einer Soundstage als auch am Drehort; die letztere Version wurde verwendet, damit die Kamera während einer Actionsequenz von innen nach außen fahren konnte. Hoar verwendete für die Actionszene nur eine minimale Beleuchtung, die sich auf Feuer und gelegentliche Blitze beschränkte. Mazin assistierte bei der Regie der Szene und filmte zusätzliche Nahaufnahmen. Paino war der Meinung, dass Bills Familie wahrscheinlich zu den „ersten Siedlern“ der Stadt gehörte, was durch die zentrale Lage ihres Hauses bewiesen wurde, und deshalb enthielt es alte Artefakte. Bolter, ein Fan der Computerspiele, schlug Mazin die letzte Aufnahme des Fensters als Hommage an den Titelbildschirm des ersten Spiels vor; die Ecke des Schlafzimmerinneren wurde auf einer Plattform konstruiert, um die Kranaufnahme von außen nach innen zu ermöglichen.  Er sagte, sie „mussten um diese Aufnahme kämpfen“.[3] Die letzte Szene, die gefilmt wurde, war Bill und Frank in ihrem Schlafzimmer an ihrem letzten Tag. Die Dreharbeiten wurden am 5. Oktober 2021 abgeschlossen.

## Rezeption

### Ausstrahlung und Zuschauerzahlen
Die Episode wurde am 29. Januar 2023 auf HBO ausgestrahlt. Annie Wersching, die Tess in dem Computerspiel darstellte, starb am selben Tag; die Folge wurde einige Tage später geändert, um eine Widmung hinzuzufügen. Die Episode hatte 6,4 Millionen Zuschauer in den Vereinigten Staaten in der ersten Nacht, einschließlich der linearen Zuschauer und der Streams auf HBO Max – ein Anstieg von 12 Prozent gegenüber der Vorwoche und 37 Prozent gegenüber der Premiere. Im linearen Fernsehen hatte sie 747.000 Zuschauer in der ersten Nacht.

### Kritik
Auf der Bewertungsplattform Rotten Tomatoes hat Liebe mich, wie ich es will eine Zustimmung von 98 Prozent auf der Grundlage von 50 Bewertungen, mit einer durchschnittlichen Bewertung von 9,9/10. Der kritische Konsens auf der Website besagt, dass die Episode die Geschichte der Serie „reichlich vertieft“ und von Offerman und Bartlett „wunderschön gespielt“ wird. Die Kritiker hielten die Episode mit großer Mehrheit für die beste der Staffel, und einige bezeichneten sie als eine der besten Fernsehepisoden der letzten Jahre. Rolling Stone stufte sie als 50. beste Fernsehepisode im September 2024 ein und Chris Cruz nannte sie „einen seltenen Blick auf eine Apokalypse, die mehr ist als ein Elendsporno“. Daniel Fienberg von The Hollywood Reporter war der Meinung, dass sie die Serie auf ein neues Niveau hob, John Nugent von Empire nannte sie „eine der besten Fernsehstunden der letzten Zeit“, und Andy Welch von The Guardian nannte sie „absolut magisches Fernsehen“. Brian Lowry von CNN schrieb, die letzte Einstellung sei „der perfekte Abschluss einer fast perfekten Stunde Fernsehen“. Einige Kritiker verglichen die Geschichte von Bill und Frank mit der Eröffnungssequenz von Oben (2009), weil sie in kurzer Zeit eine herzerwärmende und herzzerreißende Geschichte erzähle.
Offermans und Bartletts Leistungen wurden hoch gelobt; William Goodman von Complex bezeichnete sie als „Karriere-Bestleistung“ und Kat Moon von TV Guide war der Meinung, dass sie eine Emmy-Nominierung verdient hätten, meinte aber, dass Offermans Leistung „besondere Aufmerksamkeit erfordert“. Über die Neubesetzung von Bill schrieb Welch vom Guardian: „Es ist jetzt schwer, sich jemand anderen als Offerman in dieser Rolle vorzustellen“. Kritiker lobten Offermans Fähigkeit, Bills sanfte Seite darzustellen, und Bartletts eifrige und charismatische Haltung als Frank; TVLine nannte sie die Darsteller der Woche. Bernard Boo von Den of Geek schrieb, ihre „Leistung als Paar ist perfekt“, und Keith Phipps von Vulture lobte ihre Fähigkeit, Emotionen ohne Dialoge zu vermitteln, Jackson McHenry von Vulture hingegen fand, Offerman und Bartlett steckten „in hölzernen Rollen fest und spielten eine rührselige Dynamik aus“, Pedro Pascal und Bella Ramseys Leistungen als Joel und Ellie wurden gut aufgenommen.
David Cote von The A.V. Club lobte Mazins Schreibstil für seinen Humor und sein Herz, ohne dabei zu kitschig zu sein. Aaron Bayne von Push Square lobte die Entscheidung, eine andere Geschichte als die des Spiels zu erzählen; Belen Edwards von Mashable war der Meinung, dass die Schönheit der Episode sonst nicht möglich gewesen wäre. Victoria Ritvo von Slate lobte die Verbindung zur größeren Geschichte, während sie gleichzeitig weitgehend eigenständig blieb. Simon Cardy von IGN nannte den letzten Tag von Bill und Frank „bemerkenswert rührend von Anfang bis Ende“; Boo von Den of Geek sagte, es sei „überwältigend anzusehen“, eine beeindruckende Leistung angesichts der begrenzten Zeit mit den Charakteren. Vicky Jessop vom Evening Standard war der Meinung, dass die Episode zwar wunderschön und bewegend war, es ihr aber an Erklärungen für Zuschauer fehlte, die mit dem Computerspiel nicht vertraut sind; McHenry von Vulture schrieb, dass die Episode „so sehr versucht, das nachzuahmen, was wir von Prestige-Fernsehen halten, dass sie vergisst, überhaupt etwas zu sagen“. Steve Greene von IndieWire lobte Hoars physische Regie und Painos Produktionsdesign, und Bradley Russell von Total Film lobte Hoars Fähigkeit, kleinen Momenten Bedeutung zu verleihen, wobei er die Szene mit dem Erdbeerfeld anführte. Nach der Episode schickte Filmregisseur Steven Spielberg eine E-Mail an Mazin, der sie mit Hoar, Offerman, Bartlett und Bolter teilte.
Adam Starkey von der Radio Times war der Meinung, dass die Darstellung einer reifen schwulen Beziehung einen Maßstab für das Medium setzt; J. Bryan Lowder von Slate erkannte die Wichtigkeit der Darstellung eines schwulen Paares als Rollenmodell inmitten der wachsenden Anti-LGBT-Stimmung, dass „Gender-Ideologie“ und sexuelle Abweichung benutzt werden, um Kinder zu rekrutieren. Kenneth Shepard von Kotaku schätzte die Verbindungen der Beziehung zur LGBTQ+-Geschichte vor der Apokalypse, die, wie andere Figuren und Beziehungen im Franchise zeigen, nicht mehr allgemein bekannt waren. Riley MacLeod von der Washington Post war der Meinung, dass die Episode unter Tropen wie Franks Krankheit und der Isolation des Paares litt, räumte jedoch ein, dass diese teilweise auf die Apokalypse und nicht auf ihre Sexualität zurückzuführen waren. Die Episode war Gegenstand von negativen Kritiken auf IMDb und Metacritic, die Journalisten größtenteils auf Homophobie zurückführten.

### Auszeichnungen und Nominierungen
Bei den 75. Primetime Emmy Awards gewann Offerman den Preis als herausragender Gastdarsteller in einer Dramaserie, für den auch Bartlett nominiert war. Offerman gewann den Preis als Bester Gastdarsteller in einer Dramaserie bei den 1. Astra Creative Arts TV Awards und die Auszeichnung als Bester Nebendarsteller in einer neuen Dramaserie bei den 39. Independent Spirit Awards; Bartlett war für beides nominiert. Offerman wurde bei den 51. Saturn Awards für den besten TV-Gastdarsteller nominiert, Bartlett bei den 28. Satellite Awards als bester Nebendarsteller in einer Serie. Offermans Klavierspiel wurde bei den Dorian Awards für die Beste TV-Musical-Performance nominiert, und bei den MTV Movie & TV Awards 2023 für den besten Musical-Moment.
Bei den Emmys wurde die Episode für das beste Makeup (ohne Prothesen) (b), die besten Frisuren, (c) und Mazin, Hoar und Gustavo Santaolalla für das beste Drehbuch, beste Regie bzw. die beste Musikkomposition nominiert. Hoar gewann in der Kategorie der besten Regie bei den 76th Directors Guild of America Awards und Good gewann den Preis des besten Schnitts einer Dramaserie bei den American Cinema Editors Awards 2024, während Michael J. Benavente und Joe Schiff bei den Golden Reel Awards 2023 für den besten Tonschnitt und Mazin bei den USC Scripter Awards für das beste adaptierte Drehbuch fürs Fernsehen nominiert. Die Episode gewann bei den Hugo Awards 2024 den Preis für die beste dramatische Präsentation, Kurzform.